# El Mene
El Mene – miasto w Wenezueli, w stanie Zulia.